# Bzeit
Bzeit (tiếng Ả Rập: بزيت) là một ngôi làng Syria nằm ở Jisr al-Shughur Nahiyah ở huyện Jisr al-Shughur, Idlib. Theo Cục Thống kê Trung ương Syria (CBS), Bzeit có dân số 2122 trong cuộc điều tra dân số năm 2004.